# Вергуны (Черкасская область)
Вергуны́ (укр. Вергуни) — село в Черкасском районе Черкасской области Украины.
Уроженец села Вергуны Семён Митрофанович Старов (Старив), родившийся в 1916 году, описал трагедию этого украинского села во время коллективизации и Голодомора. Его воспоминания были опубликованы несколько раз, на английском и русском языках, в том числе, под псевдонимом Мирон Долот.
Почтовый индекс — 19641. Телефонный код — 472.

## Население
Население по переписи 2001 года составляло 2341 человек.

### Языковой состав
Родной язык населения по данным переписи 2001 года:
| Язык       | Численность, чел. | Доля     |
| ---------- | ----------------- | -------- |
| Украинский | 2 226             | 95,09 %  |
| Русский    | 108               | 4,61 %   |
| Другое     | 7                 | 0,30 %   |
| Итого      | 2 341             | 100,00 % |

## Местный совет
19641, Черкасская обл., Черкасский р-н, с. Вергуны, ул. Ленина, 122/1

## Известные жители и уроженцы
- Запорожец, Сергей Степанович (1923—2001) — Герой Советского Союза.
- Шевченко, Александра Фёдоровна (род. 1926) — Герой Социалистического Труда.
- Старов (Старив) Семён Митрофанович (1916—1998), автор книги воспоминаний о трагической истории села Вергуны в дни коллективизации и Голодомора.